# Charles-Joseph Auvynet
Charles-Joseph Auvynet (ou Auvinet), sieur de La Retière, est un homme politique français né le 30 avril 1741 à Legé et mort le 12 juillet 1825 à Legé.

## Biographie
Charles-Joseph Auvynet est le fils de Charles Auvynet, sieur de La Bossardière, licencé en loi, et de Marie Louise Vrignaud.
Avocat en parlement et sénéchal à Montaigu, il est élu député du tiers état aux États généraux de 1789 par les marches communes de Poitou et de Bretagne le 2 avril 1789.
Il prend parti pour les Vendéens en 1793, devient secrétaire du général François Charette au moment du Traité de La Jaunaye.
Considérant la rupture de la paix comme une trahison, Auvynet quitte Charette peu après.
Il devient membre de l'administration municipale de Legé. Il est nommé juge en 1801, puis président du tribunal de Montaigu l'année suivante. Il est président du tribunal du département de la Vendée de 1806 à 1814.
Marié avec Anne Charrier, dame de La Bretinière, il est le père d'Augustin Moïse Auvynet.

## Sources
- « Charles-Joseph Auvynet », dans Adolphe Robert et Gaston Cougny, Dictionnaire des parlementaires français, Edgar Bourloton, 1889-1891 [détail de l’édition]